# Strefa abiotyczna
Strefa abiotyczna – strefa w której nie występuje życie. Przyjmuje się, że sięga ponad troposferą oraz do 3 m w głąb ziemi, chociaż niżej mogą występować korzenie, zaś bakterie można znaleźć na głębokości nawet kilku kilometrów, a aeroplankton znajdowano powyżej troposfery.